# 阿伯丁音乐厅
阿伯丁音乐厅（Music Hall Aberdeen）是英国苏格兰阿伯丁的一个音乐厅，原为该市的会议厅，位于市中心的联和街（Union Street），已列为A类登录建筑。

## 历史

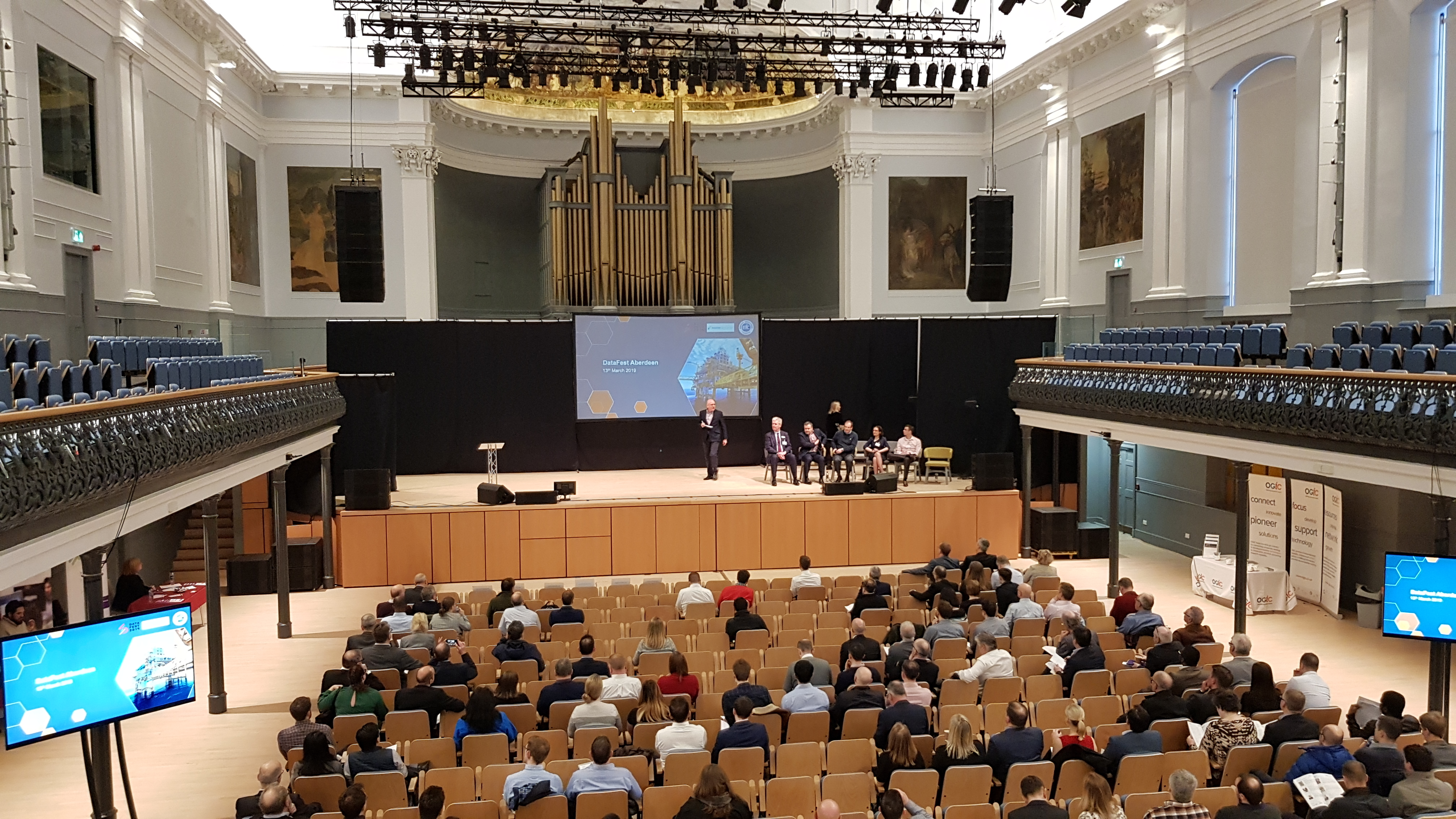
内部

该建筑由阿伯丁著名建筑师阿奇博尔德·辛普森设计，建于1822年，造价11500英镑。1859年改为音乐厅向公众开放。1896年9月，该建筑放映了阿伯丁第一场电影。这座建筑于20世纪80年代翻新。 2016年关闭，进行进一步的大规模翻新，投资900万英镑，并于2018年12月重新开放。

## 战争纪念牌
音乐厅大厅内有一块青铜牌匾，上面刻有所有在西班牙内战（1936-1939年）中服役的阿伯丁人的名字。纪念碑在2016年翻新期间被拆除，至2019年8月，仍保存在阿伯丁贸易会。

## 活动
音乐厅定期接待苏格兰皇家国家管弦乐团、苏格兰室内乐团和英国广播公司苏格兰交响乐团舉辦演奏會，一年一度的阿伯丁国际青年节亦在此舉行活動，還有各种流行/摇滚艺术家的表演。曾在音乐厅演出的著名艺术家包括大卫·鲍伊、埃梅莉·桑迪、齐柏林飞船、致命情人、Placebo、莫里西和黑色安息日。